# Andenflamingo
Der Andenflamingo (Phoenicoparrus andinus) oder Gelbfußflamingo ist eine Vogelart aus der Ordnung der Flamingos und der gleichnamigen Familie. Sein Verbreitungsgebiet sind Hochlagen der südamerikanischen Anden. Innerhalb der Familie der Flamingos ist der Andenflamingo die einzige Art, die gelbe Füße und Beine hat.

## Beschreibung
Der Andenflamingo erreicht eine Körpergröße von 102 bis 110 cm. Kopf, Hals und Flügel sind rosa, das restliche Gefieder blass-rosa bis weiß, die Flügelspitzen schwarz. Das Schwanzgefieder bildet ein charakteristisches schwarzes Dreieck, durch das der Andenflamingo sehr gut von den beiden anderen in Südamerika lebenden Flamingoarten, dem Chileflamingo und dem James-Flamingo, zu unterscheiden ist. Der Schnabel ist an der Basis hellgelb und wird zur Spitze hin schwarz. Die Beine des Andenflamingos sind gelb. Die drei nach vorn gerichteten Zehen sind durch Schwimmhäute miteinander verbunden. Jungvögel zeichnen sich durch ein graues Gefieder mit auffälligen Streifen an der Oberseite der Flügel aus.

## Vorkommen

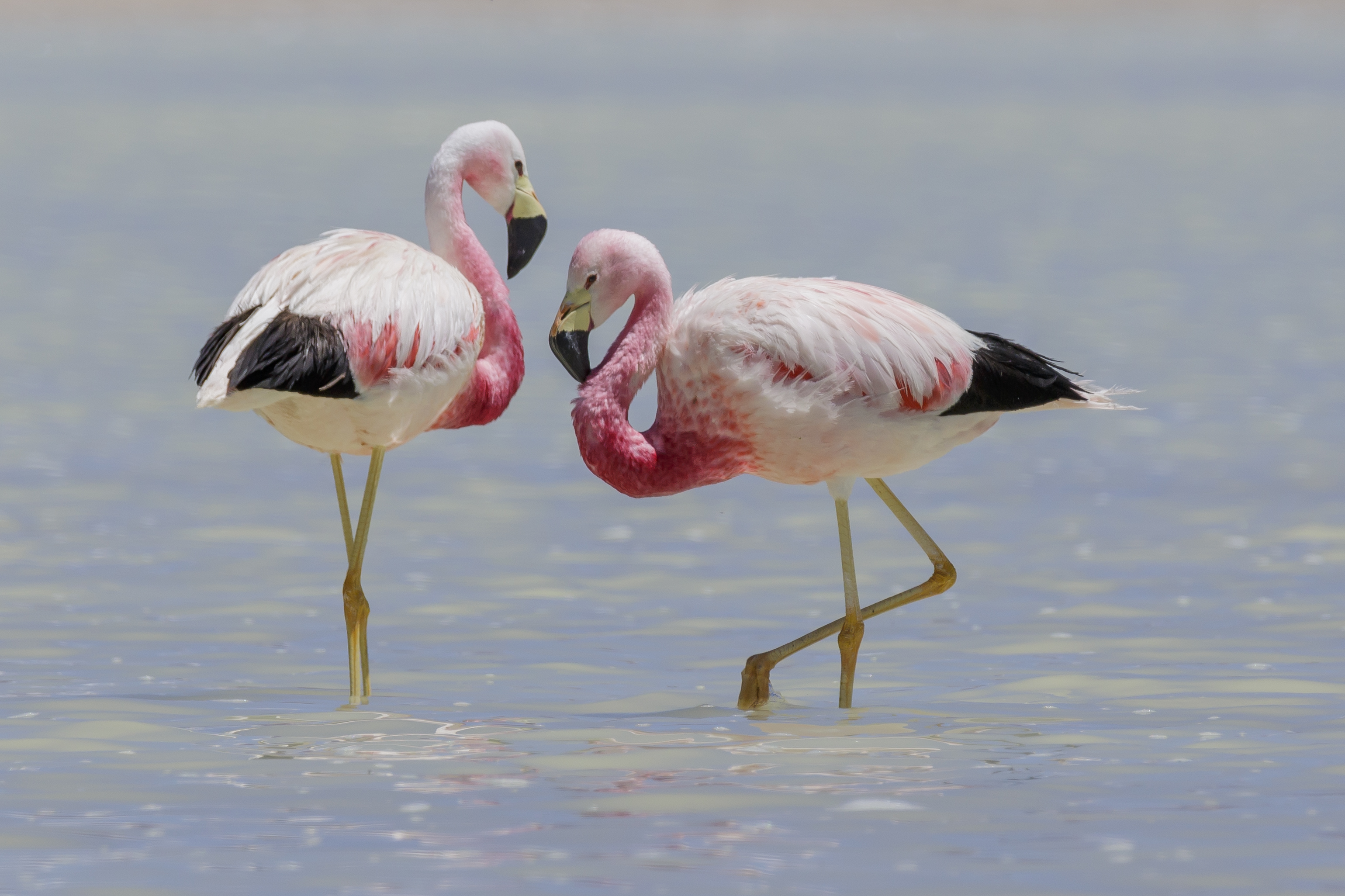
Andenflamingopärchen im Nationalpark Reserva Nacional de Fauna Andina Eduardo Avaroa, Bolivien (Fotograf: Thomas Fuhrmann)

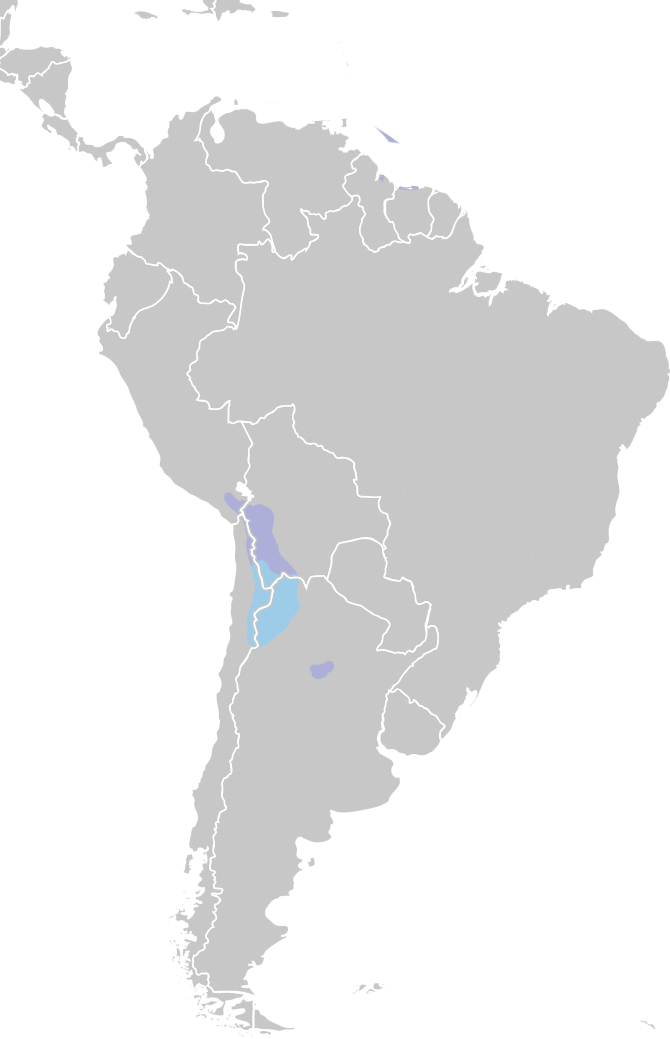
Verbreitungskarte des Andenflamingos

Die abnehmende Population von geschätzten 34.000 Exemplaren im Jahr 1997 lebt in einem ca. 189.000 km² großen Gebiet der Hochanden im Süden Perus und vor allem Südwesten Boliviens und Nordosten Chiles. In El-Niño-Jahren wird er auch im Norden Argentiniens gesichtet. Der Andenflamingo bewegt sich nomadisierend an den lokalen Salzseen zwischen 2.200 m (Salar de Atacama) und 4.500 m ü. NN (bolivianisches Hochplateau). Im Zuge des gesteigerten Abbaus von Lithium auf Grund der zunehmenden Elektromobilität in Teilen des Verbreitungsgebietes von Andenflamingos, sind die Bestände in den betreffenden Regionen akut bedroht.
Andenflamingos sind auch in dem, 1978 eingerichteten, peruanischen Naturschutzgebiet Reserva Nacional del Titicaca beheimatet, welches Teile des Titicacasees beinhaltet. Der See ist das am höchsten gelegene, schiffbare Gewässer der Erde und von drei unterschiedlichen Flamingoarten bevölkert. Neben dem Andenflamingo sind hier auch Chileflamingos (Phoenicopterus chilensis) und James-Flamingos (Phoenicoparrus jamesi) anzutreffen.

## Lebensweise
Der Andenflamingo bildet in den Anden mit dem Chileflamingo gemischte Gruppen. Das einzige Ei pro Brutsaison legt das Pärchen im Sommer der Südhemisphäre zwischen Dezember und Februar. Während des Brütens wird das aus einem Erdhügel bestehende Nest ständig ausgebessert. Der Jungvogel hat ein weißes Daunenkleid und noch einen geraden Schnabel. Er wird von den Altvögeln mit der Kropfmilch gefüttert, die Fett, Proteine, Kohlenhydrate, rote Pigmente und Blutzellen enthält. Sobald die Jungvögel das Nest verlassen, bilden sie Kindergruppen, die von den Altvögeln abwechselnd betreut werden. Wie alle Flamingos fliegt der Andenflamingo mit ausgestrecktem Hals. Sein Ruf ist ein gänseartiges Trompeten.